# Challenger (jeu vidéo)
Pour les articles homonymes, voir Challenger.
Challenger est un jeu vidéo d'action et de plates-formes sorti en 1985 sur Famicom. Le jeu est développé et édité par Hudson Soft et sort seulement au Japon. Il est réédité en 2005 sur mobile et par Konami en 2013 sur Nintendo 3DS.

## Synopsis
Le joueur contrôle un personnage principal, Challenger, un archéologue aventurier devant sauver une princesse prisonnière aux mains d'une organisation secrète, dirigée par le maléfique Don Waldorado.

## Système de jeu
Le jeu compte quatre niveaux dans lequel le joueur progresse de manière horizontale, mais aussi vu de dessus. L'écran est ainsi divisé en deux.
Il est possible de recommencer l'aventure avec un niveau légèrement supérieur une fois le jeu terminé.